# Baptria fennica
Baptria fennica là một loài bướm đêm trong họ Geometridae.